# Пернег
Пернег (нем. Pernegg) — ярмарочная коммуна (нем. Marktgemeinde) в Австрии, в федеральной земле Нижняя Австрия.
Входит в состав округа Хорн. Население составляет 702 человека (на 31 декабря 2005 года). Занимает площадь 36,59 км². Официальный код — 31117.

## Политическая ситуация
Бургомистр коммуны — Франц Хубер (АНП) по результатам выборов 2005 года.
Совет представителей коммуны (нем. Gemeinderat) состоит из 15 мест.
- АНП занимает 13 мест.
- СДПА занимает 2 места.